# 雷厄
雷厄是德国莱茵兰-普法尔茨州的一个市镇。总面积7.41平方公里，总人口957人，其中男性483人，女性474人（2011年12月31日），人口密度129人/平方公里。